# 安国姓
安國姓為漢字複姓，历史上罕见姓氏。楚汉相争时，刘邦派侯公去和项羽谈判，协商以古运河鸿沟为界平分天下，后被赐为安国君（一说被封为平国君），后代以安国为姓。

## 人物
安国少季：西汉官員，出使南越國。

## 延伸阅读
[在维基数据编辑]
 《欽定古今圖書集成·明倫彙編·氏族典·安國姓部》，出自陈梦雷《古今圖書集成》